# Landis+Gyr
Landis+Gyr (frühere Schreibweise Landis & Gyr) mit Sitz in Cham ist ein weltweit tätiger Anbieter von Energiemanagement-Lösungen.
Seit dem 21. Juli 2017 ist das aus einem Anbieter von Steuer-, Meß- und Regelgeräte hervorgegangene Unternehmen an der SIX Swiss Exchange notiert. Das Unternehmen ist in mehr als 30 Ländern auf fünf Kontinenten präsent und beschäftigt über 6'300 Mitarbeiter.

## Geschichte

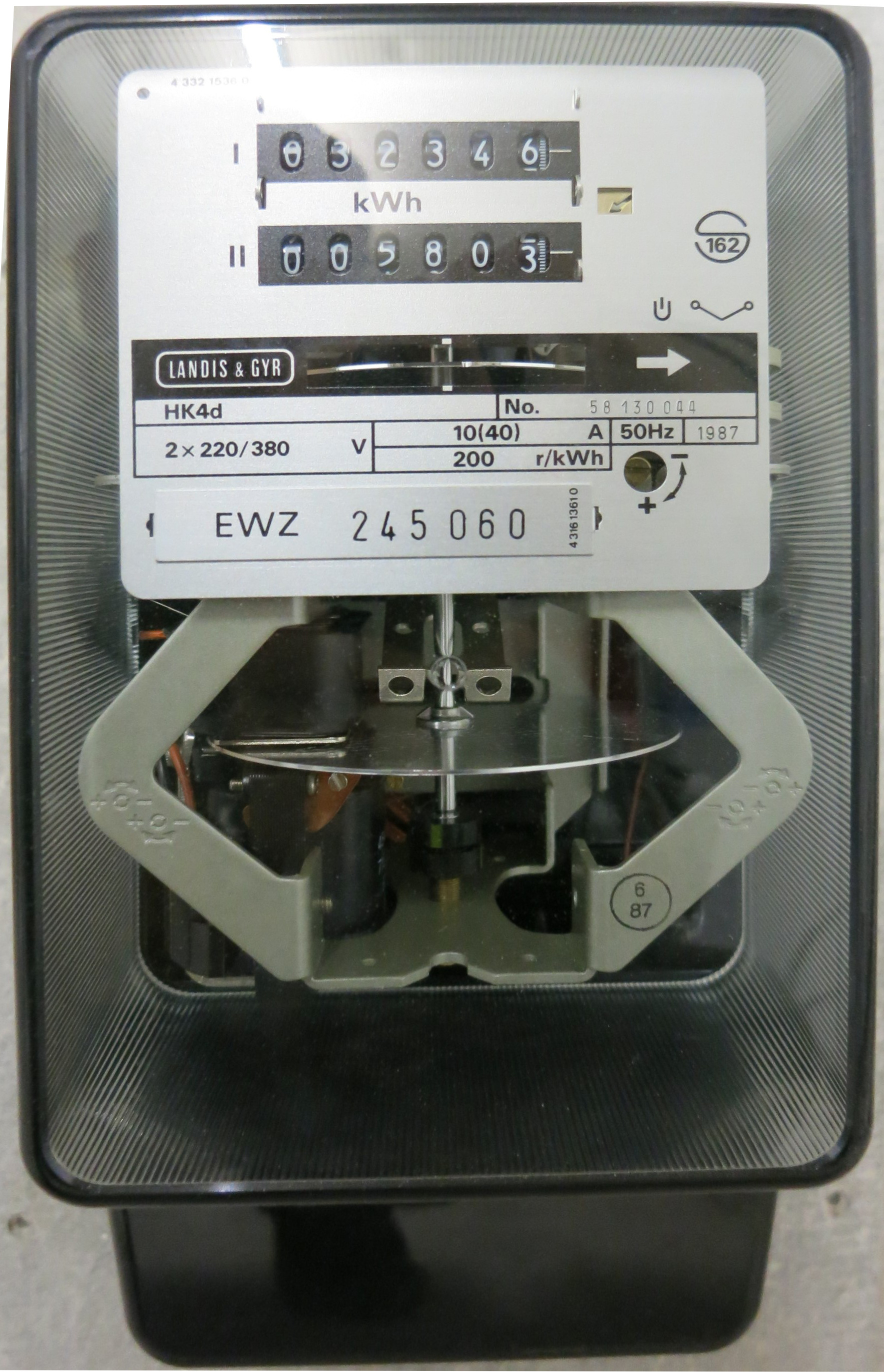
Mehrtarif-Stromzähler

Das Unternehmen geht zurück auf Richard Theiler und Adelrich Gyr, die 1896 in Zug ein Electrotechnisches Institut Theiler & Co. zur Produktion von Stromzählern sowie Telefoninduktoren und Phonographen gründeten. 1904 zog sich Richard Theiler aus der Firma zurück. Ingenieur Heinrich Landis übernahm den Betrieb, zu dem Karl Heinrich Gyr als Teilhaber stieß. Als direkte Folge wurde das damals 55 Mitarbeiter zählende Unternehmen zunächst in Heinrich Landis, vormals Theiler & Co und 1905 in Landis & Gyr umbenannt.
Mit der sich stark entwickelnden Elektroindustrie und der steigenden Nachfrage nach Stromzählern erfuhr das Unternehmen in den Folgejahren ein starkes Wachstum. Dies führte zur Expansion ins europäische Ausland und zur Gründung von Verkaufsbüros und Fabrikationsgesellschaften in Deutschland, Österreich, Frankreich und Russland. Im Jahr 1914, man beschäftigte mittlerweile über 500 Mitarbeiter, wurde Landis & Gyr in eine Aktiengesellschaft umgewandelt.
Nach dem Ende des Ersten Weltkrieges erfolgten die Expansion nach Übersee und die Gründung von Niederlassungen in den Vereinigten Staaten und Australien. In der Folge wurde das internationale Wachstum auch durch Übernahmen vorangetrieben. 1924 beschäftigte Landis & Gyr an seinem Hauptsitz in Zug 1‘100 Personen. Ab den 1930er Jahren wurde die Produktion auf weitere Produkte der Fernmess- und Fernwirktechnik erweitert. Der Aufbau eines Wärmetechnischen Labors im Jahr 1940 legte den Grundstein zum späteren Konzernbereich Building Control, der seit 1998 als Siemens Building Technology firmierte. In Deutschland bestand die Landis & Gyr GmbH in Frankfurt am Main.
1956 übernahmen Andreas Brunner und Gottfried Straub die Unternehmensleitung von ihrem Schwiegervater Karl Heinrich Gyr. Sie regelten die Finanzierung und Rechnungsführung neu, erweiterten die Aktivitäten und öffneten das Unternehmen für Publikumsaktionäre. Der Jahresumsatz der jetzt an der Börse von Zürich gehandelten Firma betrug mittlerweile 80 Millionen Franken. Die Mitarbeiterzahl lag bei 7‘800 und wuchs bis 1976 auf 15‘500 weltweit, davon über 5‘000 in Zug. Der Umsatz erreichte mit 900 Millionen Franken einen neuen Höchststand. Dies auch dank des Erwerbs von Duncan Electronics in den USA, eines auf die Entwicklung und Herstellung von Stromzählern für den amerikanischen Markt spezialisierten Unternehmens.
Ab Mitte der 1970er Jahre, besonders aber nach dem Rücktritt von Andreas Brunner und Gottfried Straub im Jahr 1984, machten wirtschaftliche Schwierigkeiten Restrukturierungs- und Redimensionierungsmassnahmen unumgänglich. 1987 schliesslich verkauften die Erben von Karl Heinrich Gyr ihre Anteile an den Schweizer Industriellen Stephan Schmidheiny, der seine Aktienmehrheit 1995 an die schweizerische Elektrowatt AG veräusserte. Im Jahr des hundertjährigen Firmenjubiläums erfolgte die Integration von Landis & Gyr in die Elektrowatt AG. Es kam zur Einstellung der Börsennotierung und damit zum Verlust der Unabhängigkeit.
1995 erzielte das Unternehmen mit weltweit 15‘000 Mitarbeitern einen Umsatz von 2,9 Milliarden Franken. Nebst dem Zählergeschäft und der Gebäudetechnik für Gewerbe- und Wohngebäude war Landis & Gyr durch ihre Tochtergesellschaft SODECO in Genf im Geschäftssegment öffentlicher Fernsprecher der einzige Anbieter, dessen Produkte mit Münzen und verschiedene Kartentechnologien genutzt werden konnten. Eine weitere Innovation, die heute bei zahlreichen amtlichen Dokumenten und Banknoten – unter anderem beim Euro – zum Einsatz kommt, ist das Kinegram, ein optisches Sicherheitsmerkmal. Beide Aktivitäten wurden kurz vor der Übernahme der industriellen Aktivitäten der Elektrowatt durch die Siemens AG veräussert. Das Firmenarchiv der Landis & Gyr (1896–1998) befindet sich im Archiv für Zeitgeschichte der ETH Zürich.
Im Jahr 1998 erwarb Siemens die industriellen Aktivitäten der Elektrowatt AG und damit auch das als Landis & Gyr Utilities geführte Zählergeschäft. Die neue Eigentümerin schloss ihr eigenes Zählergeschäft mit Landis & Gyr zur Siemens Metering AG zusammen. Diese beschäftigte rund 6‘500 Mitarbeiter und unterhielt 24 Fabriken weltweit. Wirtschaftliche Schwierigkeiten erforderten in den Folgejahren umfassende Restrukturierungsmassnahmen. Als Folge kam es zur Schliessung verschiedener Fabriken und einem Stellenabbau auf unter 4'000 Beschäftigte.
2002 beschloss Siemens den Rückzug aus dem Zählergeschäft und veräusserte die nun wieder als Landis+Gyr firmierende Unternehmung an die amerikanische Private-Equity-Gesellschaft Kohlberg Kravis Roberts & Co (KKR). Zwei Jahre später und nach einem erfolgreichen Turnaround übernahm die australische Investmentgesellschaft Bayard Capital Landis+Gyr in ihr Firmen-Portfolio, um daraus den Marktführer in Smart Metering zu entwickeln und diesen dereinst wieder an die Börse zu bringen.
Bayard verfolgte dazu eine Buy and build-Strategie. Zwischen 2004 und 2011 investierte Bayard 1,2 Milliarden Dollar in eine ganze Reihe von Akquisitionen, um Landis+Gyr’s Portfolio speziell im Bereich der Kommunikationsnetzwerke massiv zu verbreitern. Landis+Gyr wurde damit zum Schrittmacher für die ganze Zählerindustrie, die sich vom Produktgeschäft hin zu einem Lösungsgeschäft entwickelte. 2008 wurde Bayard Capital zu Landis+Gyr Holdings und verlegte ihren Sitz von Sydney nach Zug.
Mitten in den Vorbereitungen auf einen Börsengang entschied sich Landis+Gyr Holdings zum Verkauf. Zum Preis von 2.3 Milliarden Dollar erwarben Toshiba (60 %) und die Innovation Network Corporation of Japan (INCJ, 40 %) 2011 die Anteile an Landis+Gyr, um den Konzern als eigenständige Wachstumsplattform gemeinsam weiterzuentwickeln.
Im Juli 2017 kündigte Toshiba an, Landis+Gyr zurück an die Schweizer Börse zu bringen. Der Börsengang an der SIX Swiss Exchange erfolgte am 21. Juli 2017.
Heute ist Landis+Gyr Marktführer im Smart Metering (Intelligenter Zähler). Das Unternehmen beschäftigt über 5‘000 Mitarbeiter in über 30 Ländern. Diese unterstützen ihre Kunden – darunter die weltweit führenden Energieversorgungsunternehmen – bei der Modernisierung ihrer Zählerinfrastruktur, dem Aufbau intelligenter Stromversorgungsnetze, sogenannter Smart Grids, sowie dabei, Energie besser zu managen.

## Angebot
Die Angebote der Firma umfassen Energiezähler, Smart Metering Lösungen und Smart Grid Applikationen.
- Energiezähler: Einzelgeräte, Komplettlösungen mit Cloud-basierter Datenverarbeitung und kundenspezifische Lösungen
- Smart-Metering-Lösungen: Geräte, zugehörige Kommunikationstechnologien und Software für Verteilnetzmanagement, Nachfrage-/Angebotsmanagement und Kapazitätsausgleich
- Smart-Grid-Applikationen: Werkzeuge und Dienstleistungen zum Management von Strom-Angebot und -Nachfrage ermöglichen, um Infrastruktur, Anlagen, Prozesse, Tarife und Kosten zu bündeln und zu steuern

Darüber hinaus bietet das Unternehmen unter der Marke Gridstream® kundenspezifische und an die Versorgungsnetze angepasste Lösungen für Elektrizität, Wärme und Gas. Eine offene Architektur ermöglicht deren Integration in neue respektive bestehende Systemlandschaften und kann auch Lösungen von Dritten mit einschliessen.
Dieses Produkt- und Dienstleistungsangebot für Energieversorgungsunternehmen (EVU), Serviceanbieter und Endkunden gliedert das Unternehmen in
- Customer Intelligence: Einbeziehen der EVU-Kunden; Kontrolle und Steuerung des individuellen Energieverbrauchs
- Advanced Metering Infrastructure: Echtzeit-Information aus dem gesamten Verteilnetz, inklusive Energieverbrauchsinformationen, Ausfalldaten und weitere
- Distribution Intelligence: Steuerung im Verteilnetz